# Хауъл (окръг, Мисури)
Окръг Хауъл (на английски: Howell County) е окръг в щата Мисури, Съединени американски щати. Площта му е 2404 km², а населението - 39 000 души. Административен център е град Западен Плейнс.